# CDO
CDO är en engelskspråkig akronym för Chief Digital Officer eller "Chief Design Officer".
Chief Digital officer avser en person som i ett företags ledning har ansvar för den digitala förändringsprocessen. Exempel på processer som företag bör beakta är sociala medier, mobil teknik, Big Data och möjligheten att analysera stora informationsmängder.
Chief Design officer är en person i företagets ledning som ansvarar för öka lönsamhet eller uppnå strategiska mål med hjälp av design. En Chief Design Officer kan ha olika seniora designers under sig som t.ex. creative director, head of design, art director men även digitala designers, grafiska designers, ui och ux designers.